# یواس‌اس ماساسویت (۱۸۶۳)
یواس‌اس ماساسویت (۱۸۶۳) (به انگلیسی: USS Massasoit (1863)) یک کشتی بود که طول آن ۲۰۵ فوت (۶۲ متر) بود. این کشتی در سال ۱۸۶۳ ساخته شد.